# Phaner electromontis
Il valuvi della Montagna d'Ambra (Phaner electromontis) è un lemure della famiglia dei Cheirogaleidi, endemico del Madagascar.
Deve il nome della specie al Parco nazionale della Montagna d'Ambra, nel nord dell'isola, nel quale lo si può trovare.

## Tassonomia
Fino al 1991, era considerato una sottospecie del valuvi comune, Phaner furcifer, ma recentemente è stato elevato (assieme ad altre due sottospecie) al rango di specie a sé stante.

## Distribuzione e habitat
L'areale di questa specie è ristretto all'estrema porzione settentrionale del Madagascar.

## Biologia
Pare preferisca costruire il suo nido di sterpi e foglie negli incavi dei tronchi d'albero in cui sono presenti anche alveari: nel folklore indigeno (dove l'animale è chiamato Tanta) questo animale è ritenuto estremamente goloso di miele, ma pare piuttosto che sia il lemure che le api traggano profitto dalla pacifica convivenza.